# 내셔널 베이스볼 리그
내셔널 베이스볼 리그(National Baseball League)는 1890년 창설되어 영국 야구 연맹이 주관하는 영국의 프로 야구 리그이다. 총 10개 팀이 2개의 리그로 나뉘어서 진행하는 방식이었으나 2013년부터 단일 리그로 통합되었다.

## 리그 구성
총 37개의 클럽이 59개의 리그에 존재한다.
영국 야구 리그에는 크게 시니어 리그(성인 대회)와 유스 리그(청소년)로 구성되어 있다.

### 시니어 리그
영국의 시니어 리그에는 4개의 디비전이 존재한다.
- 1부리그: NBL(National Baseball League, 6개의 팀): 시니어 리그의 최상위 디비전이다. 2011년도 시즌에는 10개의 팀이 참가하였으며, 두 개의 조로 나누어(각 조에 5팀 배정) 1위 팀이 승자를 가리는 형식으로 진행되었으나, 2015년부터는 6개 팀이 참가하여 1위와 2위가 포스트시즌 우승을 경쟁하고, 3위와 4위가 3,4위전을 확정하게 된다.

- 2부리그: AAA(북부 디비전 5팀, 중부 디비전 5팀, 남부 디비전 6팀): NBL 디비전 다음으로 높은 디비전으로, 북부리그에서는 2팀, 중부리그는 3팀 남부리그에서는 3팀 각 리그 상위팀끼리 토너먼트를 진행해 우승팀을 가린다.

- 3부리그: AA(북부 디비전 8팀, 남부 디비전 10팀)

- 4부리그: A(중부 디비전 6팀, 남부 디비전 12팀)

## NBL 출전 팀
- 런던 메츠 London Mets
- 헤르츠 팰컨스 Herts Falcons
- 사우스햄튼 머스탱스 Southampton Mustangs
- 브렉넬 블레이저스 Bracknell Blazers
- 사우스런던 파이레츠 South London Pirates
- 에섹스 애로우드 Essex Arrows

## 같이 보기
- 유럽 야구 연맹